# 호세 나폴레온 두아르테
호세 나폴레온 두아르테(스페인어: José Napoleón Duarte)는 1984년부터 1989년까지 엘살바도르의 대통령으로 재임한 인물이다. 기독교민주당의 일원으로써, 강력한 반공외교 정책을 펼쳤다. 본명은 호세 나폴레온 두아르테 푸엔테스(스페인어: José Napoleón Duarte Fuentes)이다. 한때 군사쿠데타의 주역이었으나, 실제로는 민주정치를 하였다.
임기 말 위암 진단을 받았다. 그는 이에 수술을 받았고, 화학적인 방법까지 쓰면서 치료했지만, 병세는 호전되지 않았다. 그럼에도 불구하고 사퇴를 거부하였으며, 1989년 알프레도 크리스티아니에게 권력을 이양했다. 그러다 1990년 사망했다.